# Orival, Seine-Maritime

Orival este o comună în departamentul Seine-Maritime, Franța. În 1 ianuarie 2022 avea o populație de 839 de locuitori.